# Lista de pinturas de Ilia Repin

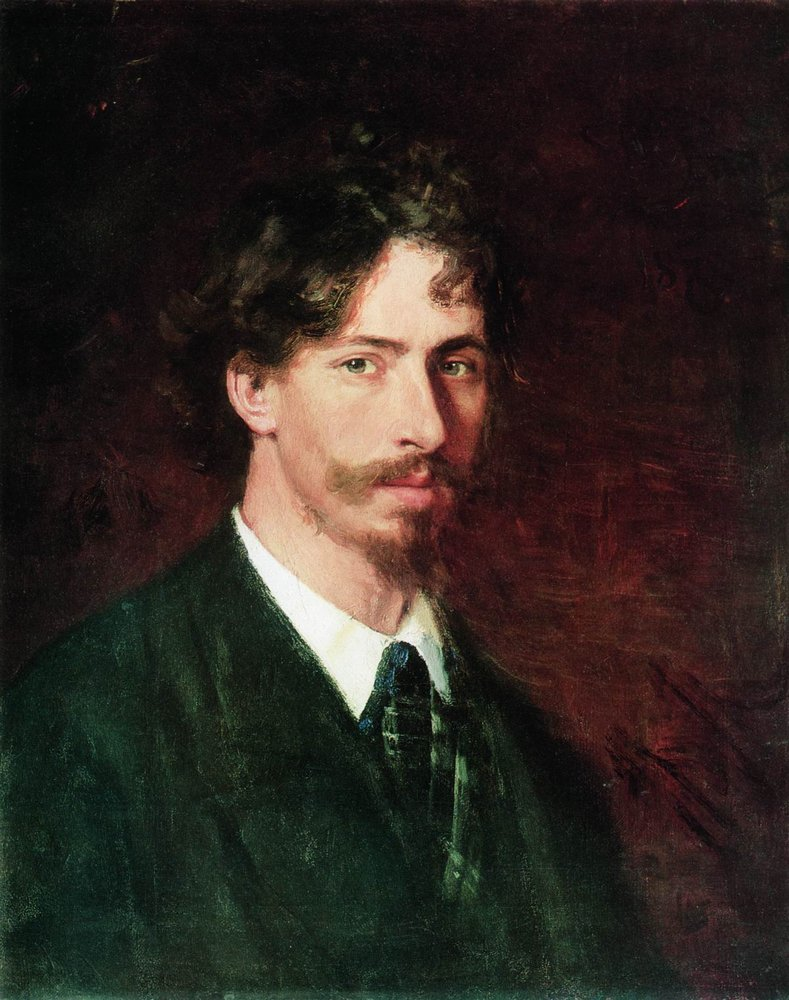
Autorretrato (1878) de Ilia Repin

Esta é uma lista de pinturas de Ilia Repin, lista não exaustiva das pinturas de Ilia Repin, mas tão só das que como tal se encontram registadas na Wikidata.
A lista está ordenada pela data de criação de cada pintura. Como nas outras listas geradas a partir da Wikidata, os dados cuja designação se encontra em itálico apenas têm ficha na Wikidata, não tendo ainda artigo próprio criado na Wikipédia.
Ilia Efimovitch Repin foi um pintor russo de origem ucraniana reconhecido pelo poder e drama das suas obras. O poderoso Rebocadores do Volga (1873) sintetiza o forte realismo e o elenco socialmente crítico de grande parte da obra de Repin, que serviria de modelo para a pintura do realismo socialista da União Soviética. A sua obra tende a ter um tom sombrio, bem desenhado e composto audaciosamente. Entre as suas pinturas destacam-se Procissão religiosa na Província de Kursk (1880-83), Ivan, o Terrível, e o Seu Filho Ivan em 16 de Novembro de 1581 (1885), e Cossacos escrevem carta ao Sultão turco (1880-91), esta última talvez a sua obra mais conhecida. Também realizou retratos vigorosos dos seus grandes contemporâneos russos, como Leo Tolstoy, Mikhail Glinka e Modest Mussorgsky.
| Imagem | Título | Data           | Retrata | Coleção                                                         | Descrito em |
| ------ | --- | -------------- | --- | --------------------------------------------------------------- | ----------- |
|        | Portrait of Vasily Repin | década de 1800 | | Museu Russo                                                     |             |
|        | Q123501803 | 1860           | |                                                                 |             |
|        | Preparação para o exame | 1864           | | Museu Russo                                                     |             |
|        | Retrato de Yanitskaya | 1865           | | Galeria Tretyakov                                               |             |
|        | Anjo da Morte | 1865           | | Museu da Academia de Artes da Rússia                            |             |
|        | Ba tcabanera | 1865           | | Museu Pushkin                                                   |             |
|        | Paisagem de Chuguev | 1867           | | Galeria Nacional Finlandesa                                     |             |
|        | Delt va veygadikya | 1867           | Tatiana Repina | Galeria Nacional de Praga                                       |             |
|        | Job e os seus Amigos | 1869           | Jó | Museu Russo                                                     |             |
|        | Portrait of Vera Shevtsova | 1869           | | Museu Russo                                                     |             |
|        | Idosa | década de 1870 | mulher | Galeria Tretyakov                                               |             |
|        | Volga Burlak | 1870           | | Galeria Nacional da Armênia                                     |             |
|        | O adeus ao recruta | 1870           | |                                                                 |             |
|        | Numa jangada com tempestade no Volga                                                                                                | 1870 1891      | jangada barqueiro Rio Volga | Museu Russo                                                     |             |
|        | O profeta Jeremias sobre as ruínas de Jerusalém                                                                                     | 1870           | Jeremias Templo de Jerusalém | Galeria Tretyakov                                               |             |
|        | Storm on the Volga. | 1870           | |                                                                 |             |
|        | The Storm on the Volga | 1870           | |                                                                 |             |
|        | Rebocadores do Volga | 1870           | Caminho de sirga homem grupo de humanos emprego Rio Volga veleiro passeio céu nuvem footwrap pé descalço barba handlebar moustache chapéu cachimbo cabelo castanho cabelo grisalho cabelo loiro proletariado | Museu Russo                                                     |             |
|        | Pastor com um rebanho de ovelhas | 1870           | homem ovelha pastor de ovelhas | Metropolitan Museum of Art                                      |             |
|        | Portrait of an Italian woman | 1870           | | Museu Regional de Arte de Irkutsk                               |             |
|        | Ressurreição da filha de Jairo | 1871           | Jesus Filha de Jairo | Museu Russo                                                     |             |
|        | Compositores eslavos | 1872           | Mikhail Glinka Mily Balakirev Vladimir Odoievsky Nikolai Rimsky-Korsakov Aleksandr Dargomyzhsky Ivan Laskovsky Alexis von Lwoff Alexey Verstovsky Anton Rubinstein Nikolai Rubinstein Alexander Serov Aleksander Gurilyov Dmitri Bortniansky Piotr Ivanovic Turcaninov Stanisław Moniuszko Frédéric Chopin Michał Kleofas Ogiński Karol Lipiński Eduard Naprávnik Bedřich Smetana Karel Bendl Václav Emanuel Horák | Conservatório de Moscovo                                        |             |
|        | Tempestade no Volga | 1873           | barqueiro Rio Volga | Museu Russo                                                     |             |
|        | Ilusionista | 1873           | ilusionista | Galeria Tretyakov                                               |             |
|        | Estrada através de um vale | 1874           | | No/unknown value                                                |             |
|        | Cavalo | 1874           | | Museu de Arte A. N. Radishchev                                  |             |
|        | Pedinte (menina-pescador) | 1874           | Papoila rede de pesca | Museu Regional de Arte de Irkutsk                               |             |
|        | Paris. Montmartre. | 1874           | |                                                                 |             |
|        | Delt va V- I- Repina koe iriba | 1874           | | Galeria Tretyakov                                               |             |
|        | Delt va Yelisaveta Mamontova | 1874           | | Museu Abramtsevo                                                |             |
|        | Estudo de camponês na erva | século XIX     | camponês homem Poaceae | Museu Nacional de Varsóvia                                      |             |
|        | Ukrainienne | 1875           | mulher | Pushkin аpartment museum                                        |             |
|        | Sadko in the Underwater Kingdom. | 1875           | | Galeria Tretyakov                                               |             |
|        | A Parisian Cafe | 1875           | café Paris | No/unknown value Museum of Avant-Garde Mastery                  |             |
|        | Esboço da pintura "Sadko no Reino Subterrâneo"                                                                                      | 1876           | | Galeria Nacional da Armênia                                     |             |
|        | Ucraniana | 1876           | | Museu Nacional de Arte Letã                                     |             |
|        | On a Turf Bench | 1876           | | Museu Russo                                                     |             |
|        | Under guard. On a dirty road | 1876           | | Galeria Tretyakov                                               |             |
|        | Portrait of the painter Alexey Petrovich Bogoliubov                                                                                 | 1876           | | Museu de Arte A. N. Radishchev                                  |             |
|        | Boy at the garden wall. Montmartre                                                                                                  | 1876           | | Museu de Arte A. N. Radishchev                                  |             |
|        | Portrait of Ivan Shishkin | 1876           | Ivan Shishkin | Museu Russo                                                     |             |
|        | Sadko | 1876           | | Museu Russo                                                     |             |
|        | O ceifeiro | 1876           | | Galeria Nacional Finlandesa                                     |             |
|        | Reading girl | 1876           | | Museu Estatal de Belas-Artes de Tatarstan                       |             |
|        | Black Woman | 1876           | mulher | Museu Russo                                                     |             |
|        | Portrait of Vera Repina | 1876           | Vera Alekseyevna Repina | Museu Russo                                                     |             |
|        | Retrato de Ivan Egorovich Zabelin                                                                                                   | 1877           | Ivan Zabelin | Galeria Tretyakov                                               |             |
|        | Homem tímido | 1877           | | Museu das Belas-Artes de Nijni Novgorod                         |             |
|        | Retrato de um arquidiácono | 1877           | | Galeria Tretyakov                                               |             |
|        | Procissão. Esboço | 1877           | procissão | Museu Russo                                                     |             |
|        | Procissão | 1877           | procissão | Collections of the Gallery of Modern Art in Hradec Králové      |             |
|        | Portrait de Mykola Ivanovich Murashko                                                                                               | 1877           | Nikolay Murashko | Museu Nacional de Arte da Ucrânia                               |             |
|        | A peasant with an evil eye. | 1877           | | Galeria Tretyakov                                               |             |
|        | Soldier's Tale | 1877           | |                                                                 |             |
|        | A história de um soldado | 1877           | | Museu de Artes da Estônia                                       |             |
|        | Autorretrato | 1878           | Ilya Yefimovich Repin | Museu Russo                                                     |             |
|        | Varvarino | 1878           | | Museu Pushkin                                                   |             |
|        | Bouquê | 1878           | flor jarro | Museu Abramtsevo                                                |             |
|        | Selbstporträt | 1878           | |                                                                 |             |
|        | Portrait of poet and slavophile Ivan Sergeyevich Aksakov                                                                            | 1878           | | Galeria Tretyakov                                               |             |
|        | Retrato de Rafael S. Levitsky | 1878           | | Galeria Nacional Finlandesa                                     |             |
|        | Quintal | 1878           | | Galeria Nacional Finlandesa                                     |             |
|        | Estudo de idoso | 1878           | | National Gallery Tate                                           |             |
|        | Portrait of the artist's wife, Vera Repin"                                                                                          | 1878           | |                                                                 |             |
|        | Grã-duquesa Sofia no Convento Novodevichy                                                                                           | 1879           | Sofia Alekseievna da Rússia | Galeria Tretyakov                                               |             |
|        | Apples and leaves | 1879           | maçã folha | Museu Russo                                                     |             |
|        | Na linha separadora | 1879           | | Galeria Tretyakov                                               |             |
|        | Antes da confissão | 1879           | | Galeria Tretyakov                                               |             |
|        | Paisagem de verão | 1879           | | Museu Pushkin                                                   |             |
|        | Seeing off the Recruit | 1879           | | Museu Russo                                                     |             |
|        | Portrait of Yefim Vasilyevich Repin, the artist's father                                                                            | 1879           | | Museu Russo                                                     |             |
|        | Portrait of the writer Aleksey Konstantinovich Tolstoy                                                                              | 1879           | | State Literature Museum                                         |             |
|        | Uniforme | 1879           | | Galeria Nacional Finlandesa                                     |             |
|        | Delt va Sofia Fyodorovna Mamontova                                                                                                  | 1879           | | Museu Abramtsevo                                                |             |
|        | Portrait of Poliksena Stepanovna Stasova                                                                                            | 1879           | | Museu Russo                                                     |             |
|        | Casa camponesa ucraniana | 1880           | hata galo estábulo | Museu Nacional de Pintura de Kiev                               |             |
|        | Retrato de Alekséi Feofiláktovich Písemski                                                                                          | 1880           | Aleksey Pisemsky | Galeria Tretyakov                                               |             |
|        | Outono em Abramtsevo | 1880           | Abramtsevo | Polenovo                                                        |             |
|        | Álea no parque | 1880           | | Galeria Tretyakov                                               |             |
|        | Prisão de um Propagandista | 1880           | | Galeria Tretyakov                                               |             |
|        | Retrato de E.N. Zvantseva | década de 1880 | Yelizaveta Zvantseva | No/unknown value                                                |             |
|        | Retrato de Elizaveta Vasilievna Sapozhnikova                                                                                        | 1880           | | Museu de Arte em Memória de I. E. Repin                         |             |
|        | Autumn day in Abramtsevo | 1880           | |                                                                 |             |
|        | Procissão religiosa na Província de Kursk                                                                                           | 1880           | Kursk Root Icon of the Sign procissão | Galeria Tretyakov                                               |             |
|        | Rapaz levando um ícone, esboço | 1880           | | Galeria Nacional Finlandesa                                     |             |
|        | Delt va Sofia Tarnovskaya | 1880           | | Nikanor Onatsky Regional Art Museum in Sumy                     |             |
|        | Retrato do cirurgião Nikolai Ivanovich Pirogov                                                                                      | 1881           | Nikolai Pirogov | Galeria Tretyakov                                               |             |
|        | Festa | 1881           | | Galeria Tretyakov                                               |             |
|        | No rasto | 1881           | | Museu de Arte de Samara                                         |             |
|        | Retrato de uma mulher | 1881           | mulher | Museu de Belas Artes de Ekaterinburg                            |             |
|        | Street in Tiflis | 1881           | | Pskov Museum-Reserve                                            |             |
|        | Nadia Repine | 1881           | | Museu de Arte A. N. Radishchev                                  |             |
|        | Retrato de M. P. Mussorgsky | 1881           | Modest Mussorgsky | Galeria Tretyakov                                               |             |
|        | Portrait of actress Pelageya Antipevna Strepetova in the role of Elizabeth                                                          | 1881           | | Galeria Tretyakov                                               |             |
|        | Delt va Yulia Bogdanovna Repman | 1881           | | Galeria Tretyakov                                               |             |
|        | Descansando | 1882           | Vera Alekseyevna Repina | Galeria Tretyakov                                               |             |
|        | Railway guard. Khotkovo | 1882           | | Galeria Tretyakov                                               |             |
|        | Retrato de Mykola Murashko | 1882           | | Galeria Nacional Finlandesa                                     |             |
|        | Delt va Polina Antipovna Strepetova yambik                                                                                          | 1882           | | Galeria Tretyakov                                               |             |
|        | Delt va Tatyana Anatolyevna Mamontova                                                                                               | 1882           | | Galeria Tretyakov                                               |             |
|        | Ivan, o Terrível, e o Seu Filho Ivan em 16 de Novembro de 1581                                                                      | 1883           | Ivã IV Ivã Ivanovich da Rússia assassínio | Galeria Tretyakov                                               |             |
|        | Encontro Anual junto ao muro dos Communards no cemitério de Père-Lachaise em Paris                                                  | 1883           | cemitério do Père-Lachaise bandeira vermelha manifestação multidão guarda-chuva árvore Communards' Wall | Galeria Tretyakov                                               |             |
|        | Inesperada | 1883           | guest criança | Galeria Tretyakov                                               |             |
|        | Retrato da cantora M. Ն. Klimentova                                                                                                 | 1883           | | Galeria Nacional da Armênia                                     |             |
|        | Reunião | 1883           | reunião | Galeria Tretyakov                                               |             |
|        | Arrival of Nikolai Ivanovich Pirogov to Moscow in the 50th anniversary of his scientific activities.                                | década de 1880 | | Russian Museum of Military Medicine                             |             |
|        | Portrait of Vladimir Stasov | 1883           | V. V. Stasov | Museu Russo                                                     |             |
|        | Delt va Maria Nikolayevna Klimentova                                                                                                | 1883           | | Galeria Nacional da Armênia                                     |             |
|        | ロシアの少年 | 1883           | menino | Yokohama Museum of Art                                          |             |
|        | A moça da mesa | 1883           | | Galeria Nacional Finlandesa                                     |             |
|        | Portrait of Alexandra Molas | 1883           | | Museu Russo                                                     |             |
|        | Zaporogo | 1884           | | Museu Estatal de Belas Artes de Nizhniy Tagil                   |             |
|        | Choosing a Bride for the Grand Duke                                                                                                 | 1884           | | Perm Art Museum                                                 |             |
|        | Delegation of voigts before Alexander III                                                                                           | 1884           | | Museum of Art in Łódź                                           |             |
|        | Q124218317 | 1884           | | Perm Art Museum                                                 |             |
|        | Alexey Antipov | 1884           | | Yaroslavl Art Museum                                            |             |
|        | Portrait of composer and journalist Pavel Ivanovich Blaramberg                                                                      | 1884           | | Galeria Tretyakov                                               |             |
|        | Libélula. Retrato da filha do pintor                                                                                                | 1884           | menina | Galeria Tretyakov                                               |             |
|        | Vsevolod Mikhailovich Garshin (1855–1888)                                                                                           | 1884           | Vsevolod Garshin homem retrato | Metropolitan Museum of Art                                      |             |
|        | Retrato de menino | 1884           | menino retrato | Metropolitan Museum of Art                                      |             |
|        | Portrait of N. V. Stasova | 1884           | | Museu Russo                                                     |             |
|        | Explicação | 1885           | | Galeria Nacional da Armênia                                     |             |
|        | The Stone Guest. Don Juan and Doña Ana                                                                                              | 1885           | | Museu Nacional Puchkin                                          |             |
|        | Historian Nikolai Ivanovich Kostomarov in His Coffin.                                                                               | 1885           | Mykola Kostomarov | Museu Nacional de Pintura de Kiev                               |             |
|        | Velho e corvo | 1885           | | Alte Nationalgalerie                                            |             |
|        | Recepção dos anciãos volost por Alexandre III no pátio do Palácio Petrovsky em Moscovo                                              | 1886           | | Galeria Tretyakov                                               |             |
|        | Portrait of music editor and patron Mitrofan Petrovich Belyayev                                                                     | 1886           | | Museu Russo                                                     |             |
|        | Portrait of V. I. Repina | 1886           | | Museu Russo                                                     |             |
|        | Retrato de Lev Tolstoy | 1887           | Liev Tolstói | Galeria Tretyakov                                               |             |
|        | O Adeus de Pushkin ao Mar | 1887           | Alexandre Pushkin | Museu Nacional Puchkin                                          |             |
|        | Retrato de S. I. Menter | 1887           | | Galeria Tretyakov                                               |             |
|        | Auto-retrato | 1887           | Ilya Yefimovich Repin | Galeria Tretyakov                                               |             |
|        | Mikhail Ivanovich Glinka durante a composição de “Ruslan e Lyudmila”                                                                | 1887           | Mikhail Glinka | Galeria Tretyakov                                               |             |
|        | Ploughman. | 1887           | | Galeria Tretyakov                                               |             |
|        | Delt va Sofia Yosifovna Menter klawusik                                                                                             | 1887           | | Galeria Tretyakov                                               |             |
|        | Inesperado | 1888           | | Galeria Tretyakov                                               |             |
|        | São Nicolau de Mira salva três inocentes da morte                                                                                   | 1888           | Nicolau de Mira pena de morte carrasco convict | Museu Russo                                                     |             |
|        | O cirurgião E. V. Pavlov na sala de operações                                                                                       | 1888           | sala de cirurgia cirurgião enfermeiro | Galeria Tretyakov                                               |             |
|        | Portrait of Alexander Borodin | 1888           | Aleksandr Borodin | Museu Russo                                                     |             |
|        | São Nicolau, esboço | 1888           | | Galeria Nacional Finlandesa                                     |             |
|        | Retrato da Baronesa V.I. Ikskul von Hildenbandt                                                                                     | 1889           | Barbara Uexküll | Galeria Tretyakov                                               |             |
|        | Portrait of painter Elizabeta Nikolayevna Zvantseva                                                                                 | 1889           | Yelizaveta Zvantseva | Galeria Nacional da Armênia                                     |             |
|        | Portrait of general and statesman Mikhail Ivanovich Dragomirov.                                                                     | 1889           | | Museu Histórico do Estado                                       |             |
|        | Portrait of Jelizaveta Zvantseva | 1889           | |                                                                 |             |
|        | Portrait of Elizabeta Zvantseva | 1889           | Yelizaveta Zvantseva | Galeria Nacional Finlandesa                                     |             |
|        | Portrait of Sofya Dragomirova | 1889           | | Museu Russo                                                     |             |
|        | Retrato da pianista e condessa Louise de Mercy-Argenteau                                                                            | 1890           | Marie-Clotilde-Elisabeth Louise de Riquet | Galeria Tretyakov                                               |             |
|        | Retrato da filantropa Olga Sergeyevna Aleksandrova-Heinz                                                                            | 1890           | mulher | Museu Estatal de Belas-Artes de Tatarstan                       |             |
|        | Modelo Nu (de costas) | década de 1890 | | Galeria Tretyakov                                               |             |
|        | Cossaco na estepe | 1890           | | Museu de Arte de Kharkov                                        |             |
|        | Boris Godunov and Ivan the Terrible                                                                                                 | 1890           | | Art Gallery of Tver                                             |             |
|        | Vista da Academia Imperial de Artes de São Petersburgo                                                                              | 1890           | | No/unknown value                                                |             |
|        | Saint Nicholas of Myra saves three innocents from death                                                                             | 1890           | | Museu de Arte de Kharkov                                        |             |
|        | Retrato de Vladimir Chertkov | década de 1890 | Vladimir Chertkov | Museu Nacional de Varsóvia                                      |             |
|        | Cossacos escrevem carta ao Sultão turco                                                                                             | 1891           | Correspondence between the Ottoman sultan and the Cossacks Ivan Sirko humano homem Cossacos zaporojianos bigode chapéu projectile weapon riso ligadura sangue rugas antigos | Museu Russo                                                     |             |
|        | Lev Nikolayevich Tolstoy resting in the forest.                                                                                     | 1891           | | Galeria Tretyakov                                               |             |
|        | Autumn Bunch | 1892           | | Galeria Tretyakov                                               |             |
|        | Sunrise over the Western Dvina | 1892           | | Kunsthalle Kiel                                                 |             |
|        | Птица Гамаюн | 1892           | | Isaac Brodsky Apartment Museum                                  |             |
|        | Belorussian | 1892           | | Museu Russo                                                     |             |
|        | Portrait of Tatiana Lvovna Tolstaya, daughter of the writer                                                                         | 1893           | |                                                                 |             |
|        | Maria tenisheva | 1893           | | Museu Nacional de Arte da Bielorrússia                          |             |
|        | Portrait of Elena Pavlovna Tarkhanova-Antokolskaya                                                                                  | 1893           | | Museu Russo                                                     |             |
|        | Auto-retrato | 1894           | Ilya Yefimovich Repin | Yasnaya Polyana                                                 |             |
|        | Cão (Pegasus) | 1894           | | Museu de Belas Artes de Ekaterinburg                            |             |
|        | Kuzma Minin. | 1894           | | Astrakhan State Art Gallery                                     |             |
|        | Wedding of Nicholas II and Grand Duchess Alexandra Feodorovna.                                                                      | 1894           | | Museu Russo                                                     |             |
|        | Party for the Aristocracy | 1894           | | Galeria Nacional Finlandesa                                     |             |
|        | Portrait of a Neapolitan woman | 1894           | | No/unknown value                                                |             |
|        | Portrait of actor Grigory Grigorievich Ghe                                                                                          | 1895           | | Museu Estatal de Belas Artes de Nizhniy Tagil                   |             |
|        | Portrait of the cellist Aleksander Valerianovich Wierzbiłłowicz                                                                     | 1895           | | Museu Russo                                                     |             |
|        | Get Thee Behind Me, Satan | 1895           | Jesus Satanás | Museu Russo                                                     |             |
|        | Retrato do Imperador Nicolau II | 1895           | Nicolau II da Rússia | Museu Hermitage                                                 |             |
|        | Delt va Lidia Pavlovna Steingel | 1895           | | Museu Nacional de Arte da Bielorrússia                          |             |
|        | Delt va N-I- Repina | 1895           | | State Art Museum of Uzbekistan                                  |             |
|        | Duelo | 1896           | | Galeria Tretyakov                                               |             |
|        | Noite de luar. Zdravnevo | 1896           | mulher cão luz da Lua | Museu Nacional de Arte da Bielorrússia                          |             |
|        | Visões | 1896           | | Galeria de Arte de Smolensk                                     |             |
|        | Dante and Beatrice meeting | 1896           | Dante Alighieri | Biblioteca Nacional da Rússia                                   |             |
|        | Portrait of Nicholas II | 1896           | Nicolau II da Rússia | Museu Russo                                                     |             |
|        | Czar Nicolaus II and his Consort Visiting a Hospital                                                                                | 1896           | | Museu Nacional de Belas-Artes da Suécia                         |             |
|        | Delt va M- K- Teniceva | 1896           | | Galeria de Arte de Smolensk                                     |             |
|        | Delt va Maria Klavdievna Teniceva sersik                                                                                            | 1896           | | Isaac Brodsky Apartment Museum                                  |             |
|        | Portrait of Countess Natalia Petrowna Golovina                                                                                      | 1896           | | Museu Russo                                                     |             |
|        | Retrato da Princesa Maria Klavdievna Tenisheva                                                                                      | 1897           | Marija Klavdievna Tenisjeva | Galeria Nacional da Armênia                                     |             |
|        | Princesa M. K. Tênis | 1897           | | Galeria Nacional da Armênia                                     |             |
|        | Portrait of Dante. Study. Modeled by Dmitry Scherbinovskiy                                                                          | 1897           | Dante Alighieri | Kostroma Historical and Architectural Museum-Reserve            |             |
|        | A mulher loira (retrato de Tyashova)                                                                                                | 1898           | | Galeria Nacional da Armênia                                     |             |
|        | Retrato de Nadezhda Repina, filha do pintor                                                                                         | 1898           | | Galeria Nacional Finlandesa                                     |             |
|        | Portrait of Ivan Ivanovich Tolstoy                                                                                                  | 1899           | | Museu Russo                                                     |             |
|        | Portrait of Maxim Gorky | 1899           | Máximo Gorki | Museu Russo                                                     |             |
|        | Portrait of Lyudmila Shestakova | 1899           | Lyudmila Shestakova | Museu Russo                                                     |             |
|        | In the sun | 1900           | | Galeria Tretyakov                                               |             |
|        | The Artist's Wife Natalia Nordman Sleeping                                                                                          | 1900           | Natalia Nordman | No/unknown value                                                |             |
|        | Porträt des Vladimir Vasilievich Stasov, russischer Kunsthistoriker und Musikkritiker                                               | 1900           | | Museu Russo                                                     |             |
|        | Retrato de Natalia Borisovna Nordman-Severova                                                                                       | 1900           | Natalia Nordman | Galeria Nacional Finlandesa                                     |             |
|        | Portrait of member of State Council and senator Fyodor Gustavovich Turner.                                                          | década de 1900 | | No/unknown value                                                |             |
|        | Q117006778 | 1901           | | No/unknown value                                                |             |
|        | Leo Tolstoy descalço | 1901           | Liev Tolstói | Museu Russo                                                     |             |
|        | Delt va Lidia Kuznetsova | 1901           | | No/unknown value                                                |             |
|        | Q116741206 | década de 1900 | |                                                                 |             |
|        | Q124100187 | 1902           | |                                                                 |             |
|        | Portrait of member of State Council count Alexander Alekseyevich Bobrinsky.                                                         | 1902           | | Museu Russo                                                     |             |
|        | What freedom! | 1903           | casal homem mulher ondas oceânicas de superfície | Museu Russo                                                     |             |
|        | Retrato do conde D. Մ. Solski | 1903           | | Galeria Nacional da Armênia                                     |             |
|        | Portrait of Grand Duke Vladimir Alexandrovich                                                                                       | 1903           | | Museu Russo                                                     |             |
|        | Andrey Alexandrovich Bobrinskiy (1844 – 1930)                                                                                       | 1903           | | Museu Russo                                                     |             |
|        | Portait of Nordman-Severova | 1903           | Natalia Nordman | Museu de Arte Nesterov                                          |             |
|        | Sessão Cerimonial do Conselho de Estado em 7 de maio de 1901 comemorando o Centenário da sua Fundação                               | 1903           | | Museu Russo                                                     |             |
|        | Young Woman in Pink | 1903           | | Galeria Nacional Finlandesa                                     |             |
|        | Paisagem de inverno | 1903           | | Galeria Nacional Finlandesa                                     |             |
|        | Autorretrato con Natalia Borísovna Nordman-Severova                                                                                 | 1903           | Ilya Yefimovich Repin Natalia Nordman | Galeria Nacional Finlandesa                                     |             |
|        | Portrait of writer Leonid Nikolayevich Andreyev.                                                                                    | 1904           | | Galeria Tretyakov                                               |             |
|        | O Grão-duque Micail | 1904           | | Museu de Orsay                                                  |             |
|        | Natalia Borísovna Nordman-Severova                                                                                                  | 1905           | Natalia Nordman | Museu Russo                                                     |             |
|        | Portrait of actress Maria Fyodorovna Andreyeva                                                                                      | 1905           | | Museu Nacional de Arte da Bielorrússia                          |             |
|        | Portrait of writer Leonid Nikolayevich Andreyev (Summer break).                                                                     | 1905           | | Omsk District Museum of Visual Arts                             |             |
|        | Family Portrait: The Artist's Daughter, Tatyana, and her familiy"                                                                   | 1905           | | No/unknown value                                                |             |
|        | Portrait of patroness and countess Mara Konstantinovna Oliv                                                                         | 1906           | | Tyumen Regional Museum of Fine Arts                             |             |
|        | Celebration of the Manifesto of October 17, 1905                                                                                    | 1906           | | State Central Museum of the Contemporary Russian History        |             |
|        | Bahaliy | 1906           | | M. F. Sumtsov Kharkiv Historical Museum                         |             |
|        | Negress | 1907           | | Museu das Belas-Artes de Nijni Novgorod                         |             |
|        | Manifestação de 17 de outubro de 1905                                                                                               | 1907           | | Museu Russo                                                     |             |
|        | Retrato de Dmitri Mendeleev | 1907           | Dmitri Mendeleiev |                                                                 |             |
|        | Cossacos no Mar Negro | 1908           | Cossacos | No/unknown value                                                |             |
|        | O melhor amigo do homem | 1908           | cão | No/unknown value                                                |             |
|        | Q123516685 | 1908           | | Art Gallery of Tver                                             |             |
|        | Портрет Л.Н. Толстого | 1908           | | Pushkin House                                                   |             |
|        | A.B. Nentsel | 1908           | | Far Eastern Art Museum                                          |             |
|        | Gogol burning the manuscript of the second part of "Dead Souls".                                                                    | 1909           | | Galeria Tretyakov                                               |             |
|        | Портрет Л.Н. Толстого в розовом кресле                                                                                              | 1909           | | Leo Tolstoy State Museum                                        |             |
|        | Delt va Sofia Vladimirovna Panina biptikya                                                                                          | 1909           | | Museu Russo                                                     |             |
|        | Retrato de Bella Gorskaya | 1910           | | Museu Estatal de Belas-Artes de Tatarstan                       |             |
|        | Senhora na campina | 1910           | | Galeria Nacional Eslovaca                                       |             |
|        | Delt va L- X- Andreyeva-Ckilondz | 1910           | Adelaide von Skilondz |                                                                 |             |
|        | Alexander Sergeyevich Pushkin recites his poem before Gavrila Derzhavin during the Tsarskoye Selo Lyceum exam on January 8th, 1815. | 1911           | | Museu Nacional Puchkin                                          |             |
|        | Portrait of writer Leonid Nikolayevich Andreyev on a yacht                                                                          | 1912           | | Art Gallery of Tver                                             |             |
|        | The Procurator | 1912           | | Galeria Nacional Finlandesa                                     |             |
|        | Duelo (versão) | 1913           | | Galeria Nacional da Armênia                                     |             |
|        | Дуэль. Эскиз | 1913           | | Galeria Nacional da Armênia                                     |             |
|        | Equestrian portrait of Alexander II                                                                                                 | 1913           | | V. V. Vereshchagin Mykolaiv Art Museum                          |             |
|        | Portrait of the neurophysiologist and psychiatrist Vladimir Mikhailovich Bekhterev                                                  | 1913           | | Museu Russo                                                     |             |
|        | Portrait of the painter Isaak Izrailevich Brodsky                                                                                   | 1913           | | No/unknown value                                                |             |
|        | Cossaco adormecido | 1914           | Cossacos | No/unknown value                                                |             |
|        | Q105581371 | 1914           | | Museu de Arte de Samara                                         |             |
|        | Portrait of poet, prose writer, translator and dramatist Sergei Mitrofanovich Gorodetsky with his wife                              | 1914           | Sergej Gorodetski | Museu Nacional de Pintura de Kiev                               |             |
|        | Portrait of the sculptor Mark Matveevich Antokolski.                                                                                | 1914           | | Vologodskai︠a︡ oblastnai︠a︡ kartinnai︠a︡ galerei︠a︡                     |             |
|        | Portrait of writer, dramatist, poetess and translator Tatiana Lvovna Shchepkina-Kupernik                                            | 1914           | Tatjana Ljovovna Scepkina-Kupernik | Museu de Arte de Kharkov                                        |             |
|        | Auto-retrato no trabalho | 1915           | Ilya Yefimovich Repin | Galeria Nacional de Praga                                       |             |
|        | Retrato de Adelaide von Skilondz | 1915           | | Statens porträttsamling Museu Nacional de Belas-Artes da Suécia |             |
|        | Delt va V- V- Veryovkina | 1916           | | Perm Art Museum                                                 |             |
|        | Bolsheviks | 1918           | | Palácio de Constantino                                          |             |
|        | Portrait of Mrs Beatrice Levi | 1918           | | No/unknown value                                                |             |
|        | Portrait of Mrs. Rivoire | 1918           | | Fundação Gösta Serlachius                                       |             |
|        | The Blind Bandura Player | 1918           | |                                                                 |             |
|        | Retrato de Alexander Kerensky | 1918           | Alexander Kerensky | No/unknown value                                                |             |
|        | Writing Doctor | 1919           | | Galeria Nacional Finlandesa                                     |             |
|        | Auto-retrato | 1920           | Ilya Yefimovich Repin | Museu Repin                                                     |             |
|        | Akseli Gallen-Kallela | 1920           | Akseli Gallen-Kallela | Galeria Nacional Finlandesa                                     |             |
|        | Retrato da violinista Cecilia Hansen                                                                                                | 1922           | Cecilia Hansen | No/unknown value                                                |             |
|        | The Great Men of Finland | 1922           | Viktor Jansson Johan Jakob Tikkanen Pekka Halonen Eero. Järnefelt Yrjo Antti Faven Ville Vallgren Viivi Paarmio Torsten Stjernschantz Jean Sibelius Emil Cedercreutz Hanna Rönnberg Eino Leino Eliel Saarinen Akseli Gallen-Kallela Ilya Yefimovich Repin Carl Gustaf Emil Mannerheim | Galeria Nacional Finlandesa                                     |             |
|        | Portrait of the physiologist Ivan Petrovich Pavlov                                                                                  | 1924           | Ivan Pavlov | Galeria Tretyakov                                               |             |
|        | Gopak | 1927           | hopak | No/unknown value                                                |             |
|        | Adelina Patti, Study |                | | Galeria Nacional Finlandesa                                     |             |
|        | The duel, sketch |                | | Galeria Nacional Finlandesa                                     |             |
|        | Portrait of a Girl |                | | Galeria Nacional Finlandesa                                     |             |
|        | Camponesa com lenço na cabeça, esboço                                                                                               |                | | Galeria Nacional Finlandesa                                     |             |
|        | Woman Seated at a Table |                | | Galeria Nacional Finlandesa                                     |             |
|        | Study of two peasant boys' heads |                | | Galeria Nacional Finlandesa                                     |             |
|        | Self-Portrait |                | Ilya Yefimovich Repin | Galeria Nacional Finlandesa                                     |             |
|        | Carriage Drivers Warming Themselves                                                                                                 |                | | Galeria Nacional Finlandesa                                     |             |
|        | Man Wearing Historical Costume with Tiara                                                                                           |                | | Galeria Nacional Finlandesa                                     |             |
|        | Deve esperar |                | Laager ciganos cavalo barraca | Coleção de Arte do Museu Narva                                  |             |
|        | Cruzando o rio |                | | Galeria Nacional da Armênia                                     |             |
|        | Cossacks on the Black Sea. Zaporozhian Cossacks in a "chaika" boat during a storm                                                   |                | | No/unknown value                                                |             |
|        | Barge Haulers at the Fire. Etude |                | | Museu da Academia de Artes da Rússia                            |             |
|        | Портрет Л.Н. Толстого и С.А. Толстой                                                                                                |                | | Pushkin House                                                   |             |
|        | Buralki on the Volga |                | |                                                                 |             |

∑ 278 items.